# Occupational Safety and Health Administration
Pour les articles homonymes, voir OSHA.
L'Occupational Safety and Health Administration (OSHA) est une agence gouvernementale fédérale des États-Unis dont la mission est la prévention des blessures, maladies et décès dans le cadre du travail. Pour ce faire, elle émet des règlements pour la sécurité et la santé au travail. 

## Historique
L'OSHA a été établie par l'Occupational Safety and Health Act (en) lorsque le président Richard Nixon signa la loi sur la sécurité et la santé au travail le 29 décembre 1970, qui a ensuite été promulguée le 28 avril 1971. OSHA a développé la Norme 29 CFR de Gestion de la Sécurité des procédés (PSM), « Gestion de la Sécurité des procédés de produits chimiques à très haute dangerosité ».

## Inspection du travail
Bien que les États-Unis n'aient pas ratifié la convention no 81 de l'Organisation internationale du travail, l'ensemble OSHA / Wage and Hour Division (WHD) est couramment perçu comme le système d'Inspection du travail américain.
Comme les membres d'organes d'inspection répondant à la règle internationale, les agents de l'OSHA ont un droit d'entrée dans les entreprises.

## Direction actuelle
Depuis 2009, l'OSHA est dirigée par David Michaels (en). Cet épidémiologiste, qui s'était fait remarquer par la publication d'un ouvrage intitulé Doubt is Their Product: How industry's assault on science threatens your health, a été nommé à ce poste par le président Obama.